# Pałac w Dęblinie
Pałac w Dęblinie – klasycystyczny pałac w Dęblinie w powiecie ryckim. Wraz z zespołem pałacowym wpisany jest do rejestru zabytków województwa lubelskiego.
W skład zespołu pałacowego wchodzą:
- pałac z oranżerią (powstały w 1743 roku, przebudowywany w 1778 i 1923-1927)
- kordegarda z 1770
- park
- obiekty szkoły lotniczej:
  - 2 oficyny z 1924-1927
  - budynek komendy szkoły z 1936
  - dom ogrodnika z 1920
  - willa komendanta z 1924-1927
  - 6 willi oficerskich z 1924-1927[1]

## Historia
Pałac wybudowany został przez Józefa Wandalina Mniszcha w 1743 roku, najprawdopodobniej w stylu saskiego rokoka, a w 1778 nastąpiła jego przebudowa według planów Dominika Merliniego zmieniająca charakter rezydencji na klasycystyczny.
Ogród angielski otaczający pałac zaprojektowany został przez Jana Chrystiana Schucha w 1779, a w 1790 przekształcony na jeszcze bardziej naturalistyczny przez Dionizego Miklera.
W 1836 majątek dębliński, wraz z pałacem, stał się własnością Skarbu Państwa Królestwa Polskiego, a w 1840 został nadany przez cesarza namiestnikowi Iwanowi Paskiewiczowi. Pałac pozostał własnością rodziny Paskiewiczów aż do I wojny światowej. W 1920 roku zespół pałacowy stał się siedzibą Francuskiej Szkoły Pilotów, na której potrzeby został przebudowany.